# Rhopaloiulus cameratanus
Rhopaloiulus cameratanus är en mångfotingart som beskrevs av Carl Graf Attems 1927. Rhopaloiulus cameratanus ingår i släktet Rhopaloiulus och familjen Rhopaloiulidae. Utöver nominatformen finns också underarten R. c. anienanus.